# Ternana Calcio
Ternana Calcio – włoski klub piłkarski z miasta Terni.